# Aversivos

Denatônio, uma substância muito amarga, é algumas vezes empregada como um aversivo em esmaltes especiais para reduzir ou desencorajar o ato de roer as unhas.

Em psicologia, os aversivos são estímulos desagradáveis que induzem mudanças no comportamento por meio de reforço negativo ou punição positiva. Ao aplicar um aversivo imediatamente antes ou depois de um comportamento, a probabilidade de o comportamento-alvo de ocorrer no futuro pode ser reduzida. Os aversivos podem variar em intensidade, indo de levemente desagradáveis ou irritantes a danos físicos, psicológicos e/ou emocionais.

## Tipos de estímulos
Existem dois tipos de estímulos aversivos:

### Incondicionados
Estímulos aversivos incondicionados naturalmente resultam em dor ou desconforto e são frequentemente associados a substâncias ou eventos biologicamente prejudiciais ou danosos. Exemplos incluem calor ou frio extremos, sabores amargos, choques elétricos, ruídos altos e dor. Os aversivos podem ser aplicados naturalmente (como tocar em um fogão quente) ou de uma maneira artificial (como durante a tortura ou a modificação do comportamento).

### Condicionados
Um estímulo aversivo condicionado é um estímulo inicialmente neutro que se torna aversivo após ser repetidamente pareado com um estímulo aversivo incondicionado. Esse tipo de estímulo inclui consequências como avisos verbais, gestos ou até mesmo a simples visualização de um indivíduo por quem se nutre desgosto.

## Usos na análise do comportamento aplicada (ABA)
Os aversivos podem ser usados como punição ou reforço negativo durante a análise do comportamento aplicada. Nos primeiros anos, o uso de aversivos era representado como uma alternativa menos restritiva aos métodos usados em instituições mentais, como tratamento de choque, hidroterapia, uso de camisa de força e lobotomias frontais. Versões iniciais da técnica de Lovaas incorporaram aversivos, embora Lovaas tenha abandonado seu uso posteriormente. Ao longo do tempo, o uso de aversivos tornou-se menos comum, embora ainda estejam em uso, de 2021.
Vários grupos de direitos dos deficientes dos Estados Unidos e internacionais se pronunciaram contra o uso de terapia com aversivos, incluindo a TASH e o Autism National Committee (conhecido como AUTCOM). Apesar de terem caído em desuso, pelo menos uma instituição continua a usar choques elétricos na pele como um aversivo. Uma decisão em 2018 apoiou o seu uso contínuo. A FDA se comprometeu a proibir seu uso, mas de Janeiro de 2019, ainda não o fez.
Um relatório da Food and Drug Administration constatou que "a literatura contem relatórios de que, quando os provedores de serviços de saúde recorreram a punições... a adição de punições demonstrou-se não mais efetiva do que técnicas de somente [Apoio comportamental positivo]... Refletindo essa tendência, uma pesquisa de 2008 de membros da Association for Behavior Analysis encontrou que provedores geralmente consideram que os procedimentos de punições têm mais efeitos colaterais negativos e são menos bem sucedidos do que os procedimentos de reforço." O Conselho de Certificação de Analistas do Comportamento afirmou o seu apoio ao uso de aversivos em crianças com o consentimento de um dos pais ou responsável.

### Oposição
O uso de aversivos na análise do comportamento aplicada é oposto por diversos grupos de defesa de pessoas com deficiências. Esses grupos incluem:
- Autistic Self Advocacy Network
- Arc of the United States
- Aspies For Freedom
- Autism Network International